# NGC 4467
NGC 4467 هي مجرة إهليلجية تبعد حوالي 78 مليون سنة ضوئية وتقع في كوكبة العذراء. تم اكتشافه من قبل عالم الفلك أوتو ستروف في 28 أبريل 1851.

## وصلات خارجية
- NGC 4467 على موقع ويكي سكاي: DSS2, SDSS, GALEX, IRAS, Hydrogen α, X-Ray, Astrophoto, Sky Map, Articles and images